# Йоан Сабеу
Йоан Сабеу (рум. Ioan Sabău, нар. 12 лютого 1968, Кимпія-Турзій) — румунський футболіст, що грав на позиції півзахисника. По завершенні ігрової кар'єри — тренер.
Виступав, зокрема, за клуби «Феєнорд» та «Брешія», а також національну збірну Румунії.
Триразовий чемпіон Румунії. Дворазовий володар Кубка Румунії. Дворазовий володар Кубка Нідерландів.

## Клубна кар'єра
Народився 12 лютого 1968 року в місті Кимпія-Турзій. Вихованець футбольної школи клубу «Університатя» (Клуж-Напока). Дорослу футбольну кар'єру розпочав 1986 року в основній команді того ж клубу, в якій провів два сезони, взявши участь у 33 матчах чемпіонату. 
Згодом з 1988 по 1990 рік грав у складі команд «Тиргу-Муреш» та «Динамо» (Бухарест). Протягом цих років виборов титул чемпіона Румунії, ставав володарем Кубка Румунії.
Своєю грою за останню команду привернув увагу представників тренерського штабу клубу «Феєнорд», до складу якого приєднався 1990 року. Відіграв за команду з Роттердама наступні два сезони своєї ігрової кар'єри. За цей час додав до переліку своїх трофеїв два титули володаря Кубка Нідерландів.
У 1992 році уклав контракт з клубом «Брешія», у складі якого провів наступні чотири роки своєї кар'єри гравця.  Більшість часу, проведеного у складі «Брешії», був основним гравцем команди.
Протягом 1996—2003 років захищав кольори клубів «Реджяна», «Брешія», «Рапід» (Бухарест), «Університатя» (Клуж-Напока) та «Рапід» (Бухарест). Протягом цих років додав до переліку своїх трофеїв ще два титули чемпіона Румунії, знову ставав володарем Кубка Румунії.
Завершив ігрову кар'єру у команді «Газ Метан», за яку виступав протягом 2004—2005 років.

## Виступи за збірну
У 1988 році дебютував в офіційних матчах у складі національної збірної Румунії.
У складі збірної був учасником чемпіонату світу 1990 року в Італії, чемпіонату Європи 1996 року в Англії.
Загалом протягом кар'єри в національній команді, яка тривала 14 років, провів у її формі 55 матчів, забивши 8 голів.

## Кар'єра тренера
Розпочав тренерську кар'єру, ще продовжуючи грати на полі, 2003 року, очоливши тренерський штаб клубу «Університатя» (Клуж-Напока).
У 2009 році став головним тренером команди «Тімішоара», тренував тімішоарську команду один рік.
Згодом протягом 2012 року очолював тренерський штаб клубу «Рапід» (Бухарест).
Протягом тренерської кар'єри також очолював команди «Газ Метан» та «Глорія» (Бистриця).
Наразі останнім місцем тренерської роботи був клуб «Тиргу-Муреш», головним тренером команди якого Йоан Сабеу був з 2013 по 2014 рік.
| Дата       | Місто                    | Господарі         | Результат               | Гості          | Турнір               | Голи | Примітки |
| ---------- | ------------------------ | ----------------- | ----------------------- | -------------- | -------------------- | ---- | -------- |
| 3-2-1988   | Хайфа                    | Ізраїль           | 0 – 2                   | Румунія        | товариський матч     | -    | 81'      |
| 6-2-1988   | Хайфа                    | Польща            | 2 – 2                   | Румунія        | товариський матч     | 1    | 63'      |
| 23-3-1988  | Дублін                   | Ірландія          | 2 – 0                   | Румунія        | товариський матч     | -    |          |
| 30-3-1988  | Галле (Саксонія-Ангальт) | НДР               | 2 – 0                   | Румунія        | товариський матч     | -    |          |
| 1-6-1988   | Амстердам                | Нідерланди        | 2 – 0                   | Румунія        | товариський матч     | -    |          |
| 20-9-1988  | Констанца                | Румунія           | 3 – 0                   | Албанія        | товариський матч     | -    | 60'      |
| 19-10-1988 | Софія (місто)            | Болгарія          | 1 – 3                   | Румунія        | Відбір до ЧС 1990    | -    |          |
| 2-11-1988  | Бухарест                 | Румунія           | 3 – 0                   | Греція         | Відбір до ЧС 1990    | 1    | 86'      |
| 23-11-1988 | Сібіу (місто)            | Румунія           | 3 – 0                   | Ізраїль        | товариський матч     | -    | 60'      |
| 29-3-1989  | Сібіу (місто)            | Румунія           | 1 – 0                   | Італія         | товариський матч     | 1    |          |
| 12-4-1989  | Варшава                  | Польща            | 2 – 1                   | Румунія        | товариський матч     | 1    |          |
| 26-4-1989  | Марусі                   | Греція            | 0 – 0                   | Румунія        | Відбір до ЧС 1990    | -    |          |
| 17-5-1989  | Бухарест                 | Румунія           | 1 – 0                   | Болгарія       | Відбір до ЧС 1990    | -    | 83'      |
| 31-8-1989  | Сетубал                  | Португалія        | 0 – 0                   | Румунія        | товариський матч     | -    |          |
| 5-9-1989   | Нітра                    | Чехословаччина    | 2 – 0                   | Румунія        | товариський матч     | -    | 70'      |
| 11-10-1989 | Копенгаген               | Данія             | 3 – 0                   | Румунія        | Відбір до ЧС 1990    | -    | 64'      |
| 15-11-1989 | Бухарест                 | Румунія           | 3 – 1                   | Данія          | Відбір до ЧС 1990    | 1    |          |
| 4-2-1990   | Алжир (місто)            | Алжир             | 0 – 0                   | Румунія        | товариський матч     | -    |          |
| 25-4-1990  | Хайфа                    | Ізраїль           | 1 – 4                   | Румунія        | товариський матч     | 1    |          |
| 21-5-1990  | Бухарест                 | Румунія           | 1 – 0                   | Єгипет         | товариський матч     | -    |          |
| 26-5-1990  | Брюссель                 | Бельгія           | 2 – 2                   | Румунія        | товариський матч     | -    | 81'      |
| 9-6-1990   | Барі                     | Румунія           | 2 – 0                   | СРСР           | ЧС 1990 - 1-й етап   | -    |          |
| 14-6-1990  | Барі                     | Камерун           | 2 – 1                   | Румунія        | ЧС 1990 - 1-й етап   | -    |          |
| 18-6-1990  | Неаполь                  | Аргентина         | 1 – 1                   | Румунія        | ЧС 1990 - 1-й етап   | -    | 82'      |
| 25-6-1990  | Генуя                    | Ірландія          | 0 – 0 д.ч. (5 – 4 п.п.) | Румунія        | ЧС 1990 - 1/8 фіналу | -    | 98'      |
| 12-9-1990  | Глазго                   | Шотландія         | 2 – 1                   | Румунія        | Відбір до ЧЄ 1992    | -    | 70'      |
| 26-9-1990  | Бухарест                 | Румунія           | 2 – 1                   | Польща         | товариський матч     | -    |          |
| 17-10-1990 | Бухарест                 | Румунія           | 0 – 3                   | Болгарія       | Відбір до ЧЄ 1992    | -    |          |
| 5-12-1990  | Бухарест                 | Румунія           | 6 – 0                   | Сан-Марино     | Відбір до ЧЄ 1992    | 1    |          |
| 27-3-1991  | Серравалле               | Сан-Марино        | 1 – 3                   | Румунія        | Відбір до ЧЄ 1992    | -    |          |
| 3-4-1991   | Невшатель                | Швейцарія         | 0 – 0                   | Румунія        | Відбір до ЧЄ 1992    | -    |          |
| 17-4-1991  | Касерес                  | Іспанія           | 0 – 2                   | Румунія        | товариський матч     | -    | 44' 56'  |
| 13-11-1991 | Бухарест                 | Румунія           | 1 – 0                   | Швейцарія      | Відбір до ЧЄ 1992    | -    | 46'      |
| 20-11-1991 | Софія (місто)            | Болгарія          | 1 – 1                   | Румунія        | Відбір до ЧЄ 1992    | -    |          |
| 20-5-1992  | Бухарест                 | Румунія           | 5 – 1                   | Уельс          | Відбір до ЧС 1994    | -    | 73' 78'  |
| 14-10-1992 | Брюссель                 | Бельгія           | 1 – 0                   | Румунія        | Відбір до ЧС 1994    | -    |          |
| 14-11-1992 | Бухарест                 | Румунія           | 1 – 1                   | Чехословаччина | Відбір до ЧС 1994    | -    |          |
| 14-4-1993  | Бухарест                 | Румунія           | 2 – 1                   | Кіпр           | Відбір до ЧС 1994    | -    |          |
| 2-6-1993   | Кошиці                   | Чехословаччина    | 5 – 2                   | Румунія        | Відбір до ЧС 1994    | -    |          |
| 8-9-1993   | Тофтір                   | Фарерські острови | 0 – 4                   | Румунія        | Відбір до ЧС 1994    | -    |          |
| 13-10-1993 | Бухарест                 | Румунія           | 2 – 1                   | Бельгія        | Відбір до ЧС 1994    | -    | 27'      |
| 17-11-1993 | Кардіфф                  | Уельс             | 1 – 2                   | Румунія        | Відбір до ЧС 1994    | -    |          |
| 23-3-1994  | Белфаст                  | Північна Ірландія | 2 – 0                   | Румунія        | товариський матч     | -    | 70'      |
| 15-2-1995  | Ізмір                    | Туреччина         | 1 – 1                   | Румунія        | товариський матч     | 1    | 87'      |
| 6-9-1995   | Забже                    | Польща            | 0 – 0                   | Румунія        | Відбір до ЧЄ 1996    | -    | 12'      |
| 27-3-1996  | Белград                  | Югославія         | 1 – 0                   | Румунія        | товариський матч     | -    |          |
| 24-4-1996  | Бухарест                 | Румунія           | 5 – 0                   | Грузія         | товариський матч     | -    | 51'      |
| 19-8-1998  | Осло                     | Норвегія          | 0 – 0                   | Румунія        | товариський матч     | -    | 49'      |
| 2-9-1998   | Бухарест                 | Румунія           | 7 – 0                   | Ліхтенштейн    | Відбір до ЧЄ 2000    | -    | 72'      |
| 18-8-1999  | Лімасол                  | Кіпр              | 2 – 2                   | Румунія        | товариський матч     | -    | 69'      |
| 4-9-1999   | Братислава               | Словаччина        | 1 – 5                   | Румунія        | Відбір до ЧЄ 2000    | -    | 83'      |
| 8-9-1999   | Бухарест                 | Румунія           | 1 – 1                   | Португалія     | Відбір до ЧЄ 2000    | -    |          |
| 5-9-2001   | Будапешт                 | Угорщина          | 0 – 2                   | Румунія        | Відбір до ЧС 2002    | -    |          |
| 10-11-2001 | Любляна                  | Словенія          | 2 – 1                   | Румунія        | Відбір до ЧС 2002    | -    | 83'      |
| 14-11-2001 | Бухарест                 | Румунія           | 1 – 1                   | Словенія       | Відбір до ЧС 2002    | -    |          |
| Усього     |                          | Матчів            | 55                      |                | Голів                | 8    |          |

## Титули і досягнення
- Чемпіон Румунії (3):

«Динамо» (Бухарест): 1989–90
«Рапід» (Бухарест): 1998–99, 2002–03
- Володар Кубка Румунії (2):

«Динамо» (Бухарест): 1989–90
«Рапід» (Бухарест): 2001–02
- Володар Кубка Нідерландів (2):

«Феєнорд»: 1990–91, 1991–92